# Dominicus Custos

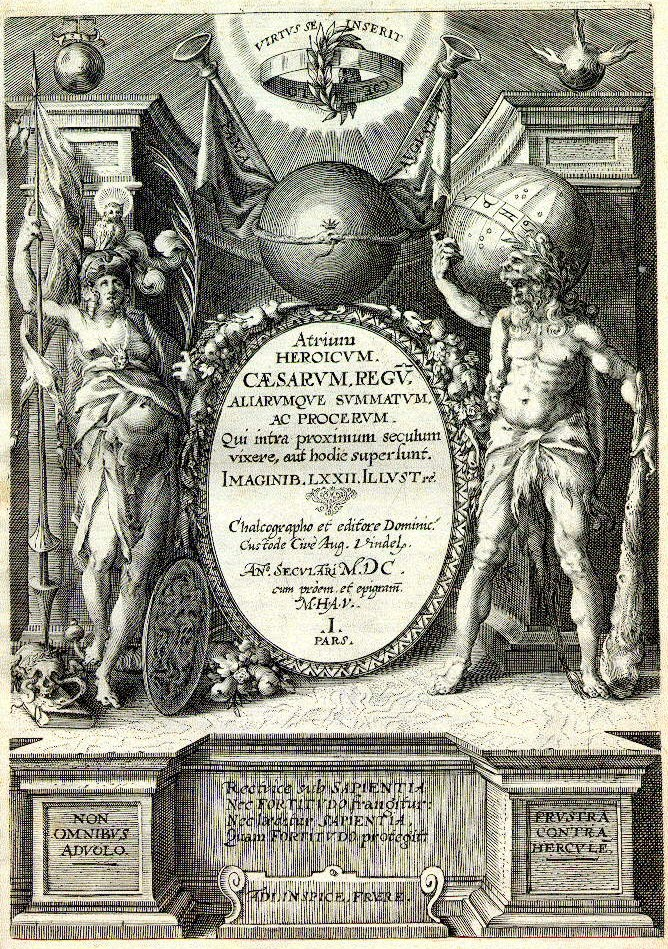
Kupferstich Atrium heroicum (1600–1602)

Dominicus Custos, eigentlich Dominicus Baltens (* 1560 in Antwerpen; † 1612 in Augsburg), war ein niederländischer Zeichner, Kupferstecher und Verleger.
Als Sohn des flämischen Malers und Dichters Pieter Baltens (1527–1584) kam Custos 1560 in Antwerpen zur Welt. Als er nach dem Tod des Vaters sein Heimatland verließ, nahm er den Namen Custos an. In Augsburg heiratete er 1588 die Witwe des Goldschmiedes Bartholomäus Kilian (1548–1588), Maria Pfeyffelmann. Mit ihr hatte er die drei Söhne Raphael, David und Jakob.

## Hauptwerke
- Fuggerorum et Fuggerarum imagines. Augsburg 1593 (Digitalisat)
- Tirolensium Princitum Comitum. Augsburg 1599 (Digitalisat); erweiterte zweite Auflage 1623